# (14057) Manfredstoll
(14057) Manfredstoll (1996 AV1) – planetoida z pasa głównego asteroid okrążająca Słońce w ciągu 3,79 lat w średniej odległości 2,43 j.a. Odkryta 15 stycznia 1996 roku.